# Амёба (комплексный анализ)
Амёба в комплексном анализе — образ заданного замкнутого аналитического подмножества {\displaystyle (\mathbb {C} ^{*})^{n}} под действием отображения:
{\displaystyle \operatorname {Log} :(\mathbb {C} ^{*})^{n}\to \mathbb {R} ^{n},\quad (z_{1},\dots ,z_{n})\mapsto {\big (}\log |z_{1}|,\dots ,\log |z_{n}|{\big )}.}
В частности, амёбой многочлена от нескольких комплексных переменных называется амёба его множества нулей.
Всякая амёба замкнута. Все связные компоненты дополнения к амёбе {\displaystyle \mathbb {R} ^{n}\setminus {\mathcal {A}}_{p}} — выпуклые множества. Площадь амёбы ненулевого многочлена от двух комплексных переменных конечна.
Понятие амёбы впервые введено в монографии Гельфанда, Капранова и Зелевинского 1994 года. Названа по визуальному сходству графика с простейшим животным: двумерная амёба имеет несколько «ложноножек», которые экспоненциально сужаются в направлении к бесконечности. Понятие используется в алгебраической геометрии, и, в частности, в тропической геометрии.